# جو شیشیدو
جو شیشیدو (انگلیسی: Joe Shishido؛ زادهٔ ۶ دسامبر ۱۹۳۳ – درگذشته ۲۰ ژانویه ۲۰۲۰) هنرپیشه اهل ژاپن بود که مشهورترین بازی‌اش را در فیلم برند برای کشتن ارائه کرد.